# Băbeni (Sălaj)
Băbeni es una comuna ubicada en el distrito de Sălaj, Rumania.

## Superficie
Posee una superficie de 53,89 kilómetros cuadrados.

## Demografía
Hasta 2021 la población era de 1515 habitantes, con una densidad de población de 28,11 habitantes por kilómetro cuadrado.